# Valaská Dubová

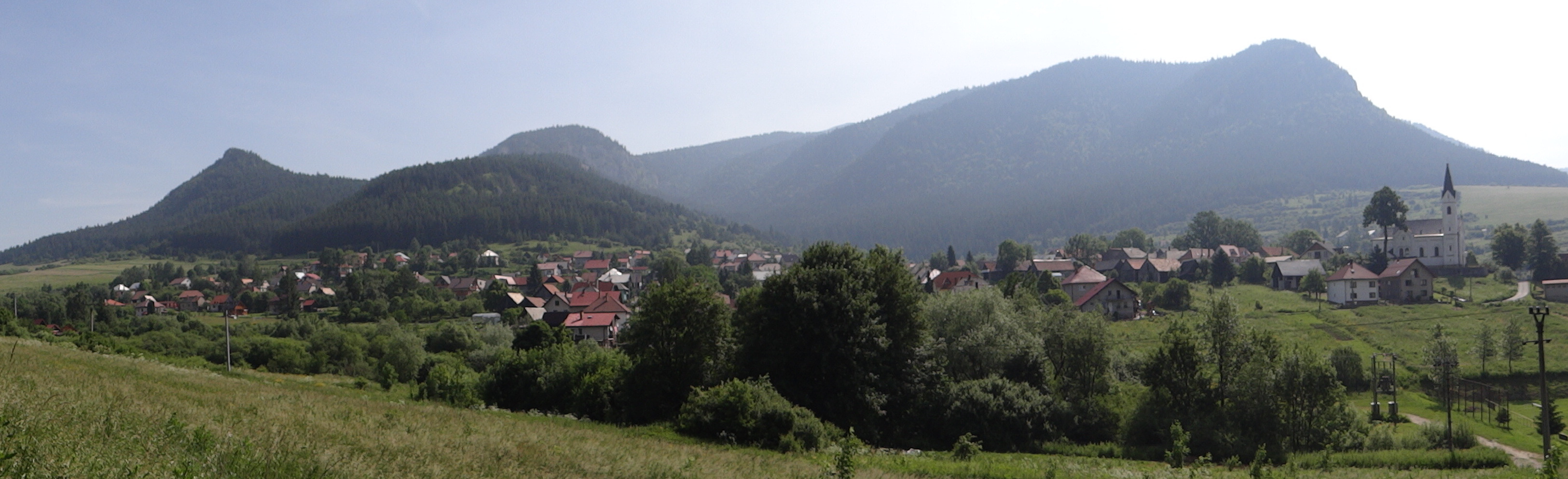
Valaská Dubová

Valaská Dubová (Hongaars: Oláhdubova) is een Slowaakse gemeente in de regio Žilina, en maakt deel uit van het district Ružomberok.
Valaská Dubová telt 795 inwoners.